# Dawia
Dawia [pronunciación en polaco: /ˈdavja/] es un pueblo ubicado en el distrito administrativo de Gmina Łyse, dentro del Condado de Ostrołęka, Voivodato de Mazovia, en el este de Polonia central. Se encuentra aproximadamente a 30 kilómetros al norte de Ostrołęka y a 131 kilómetros al norte de Varsovia.
El pueblo tiene una población aproximada de 60 habitantes.